# Zweifarbiger Schmalbauchrüssler
Der Zweifarbige Schmalbauchrüssler (Phyllobius oblongus) ist ein Käfer aus der Familie der Rüsselkäfer und der Unterfamilie Entiminae.

## Merkmale
Die Rüsselkäfer erreichen eine Länge von 3–6 mm. 
Kopf und Halsschild sind schwarz. Die Flügeldecken, Fühler und Beine sind hellbraun gefärbt. Kopf, Halsschild und Flügeldecken sind mit hellen Haaren bedeckt. An den Femora befindet sich jeweils ein kräftiger Dorn.

## Verbreitung
Die Art kommt in der Paläarktis vor. Sie ist in Europa weit verbreitet und häufig. Sie kommt im Norden auf den Britischen Inseln und in Fennoskandinavien vor. Im Süden reicht das Verbreitungsgebiet nach Nordafrika, im Osten bis nach Sibirien. In Nordamerika wurde die Käferart 1923 eingeschleppt. Dort ist sie mittlerweile im Nordosten der USA und in Ost-Kanada sowie in British Columbia vertreten.

## Lebensweise
Man findet die polyphagen Käfer an Bäumen und Sträuchern, insbesondere an Eiche, Buche, Ulme, Linde, Ahorn und Obstbäumen, wo sie an Laub und Knospen fressen. Die Käfer fliegen von Mai bis Juli. Die Larven fressen an Wurzeln von Taubnessel, Sauerampfer und Gräsern. Die Art überwintert als Larve.